# Jeruzalémská ikona Boží Matky

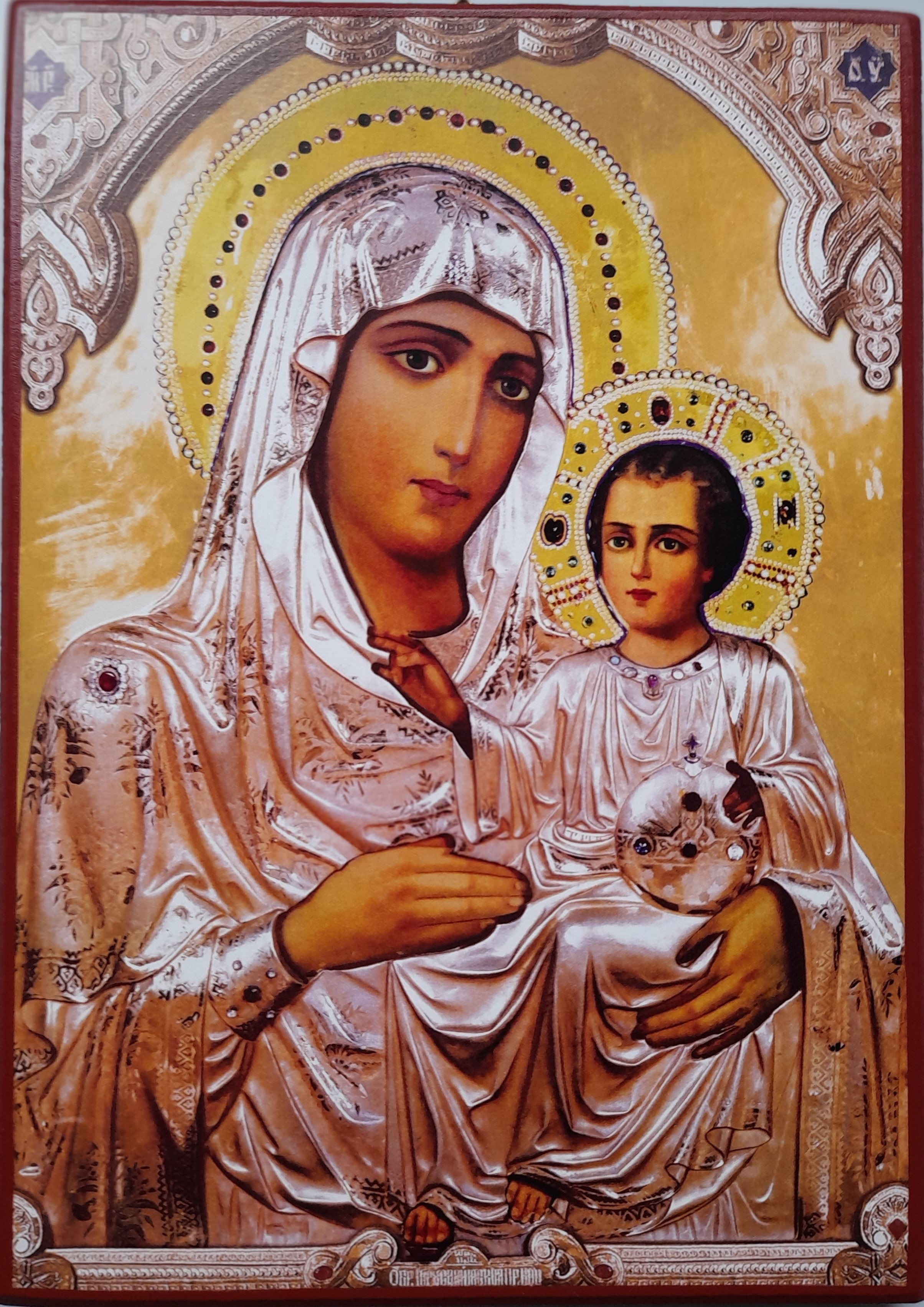
Jeruzalémská ikona Matky Boží

Jeruzalémská ikona Matky Boží je jedna z nejuctívanějších svatyní křesťanského světa a je ctěná také věřícími jiných vyznání. Svátek ikony se slaví 12. října juliánského kalendáře (25. října nového stylu[ujasnit]). Před ikonou se věřící modlí o pomoc před hrozbou války a při sváru mezi bližními.

## Historie původní ikony
Jeruzalémská ikona byla dle tradice napsaná apoštolem evangelistou svatým Lukášem v Getsemanech v patnáctém roce po Nanebevstoupení Páně a přináleží k typu Hodegetria. Z Jeruzaléma ji přenesl císař Leon I. do Konstantinopole a uložil v chrámu svaté Marie Životodárného pramene. V době napadení Konstantinopole Skýty v 7. století se před ikonou konaly celonárodní modlitby a město dobyto nebylo. Na památku té události byla Jeruzalémská ikona přenesena do Vlachernského chrámu, jednoho z hlavních chrámů Východořímské říše. Odtud Byzantinci ctěnou ikonu převezli do města Chersonés a darovali ji právě pokřtěnému svatému Vladimírovi, knížeti novgorodskému a kyjevskému, který si ji odvezl do Kyjeva. Kníže svatý Vladimír ikonu Jeruzalémské Matky Boží daroval Novgorodcům po přijetí křesťanství a oni ji umístili v novgorodském chrámu sv.Sofie, kde zůstala přes 400 let. Poté ikonu odvezl ruský car Ivan Hrozný r. 1571 a umístil ji v chrámu Zesnutí Přesvaté Bohorodice v Moskvě (Uspenský chrám).
Po vtrhnutí napoleonských vojsk na Rus roku 1812, starobylá ikona z Moskvy zmizela. Říkalo se, že ikonu odvezli francouzští vojáci do Paříže, kde ji vystavili v katedrále Notre-Dame, kde se měla nacházet do počátku 20. století. Avšak na dotaz z roku 1977 hlavní inspektor francouzských historických památek sdělil, že taková ikona se v inventáři chrámu nenachází.

### Moskevská kopie
Po odchodu napoleonských vojsk na prázdné místo po ikoně umístili v Uspenském chrámu přesnou kopii originálu ikony, která má po svém obvodu zobrazeny apoštoly: Petra, Pavla, Lukáše, Šimona, Filipa, Matouše, Marka, Jakuba, Tomáše a Bartoloměje, který se předtím nacházel v palácovém chrámu Narození Bohorodice Na Seniach. Kopii vyhotovil jeden z carských mistrů na přelomu 17.–18. století, předpokládá se, že to byl Kiril Ulanov.
Další ctěné kopie ikony na Rusi se nacházejí v chrámu Svaté Trojice ve Višňakách (dříve Lužniki), v Novojeruzalémském klášteře v Istře a v chrámu Jeruzalémské ikony Matky Boží v Bronnicy.

### Konstantinopolská kopie
V jeruzalémské kapli Nanebevstoupení Páně se nacházela kopie ikony Matky Boží Jeruzalémské, před níž se modlila svatá Marie Egyptská před svým odchodem na poušť. Ikona byla pak převezena do Konstantinopole a umístěna v hlavním chrámu Hagia Sofia, kde se nacházela od 7.–15. století. Zachovalo se svědectví, podle kterého v Konstantinopoli existoval chrám zasvěcený ikoně Matky Boží Jeruzalémské.

## Novodobá ikona
Autorkou novodobé ikony Jeruzalémské Matky Boží byla ruská monaška Sergie, která žila v "Malé Galilei" v okolí ruského chrámu Nanebevstoupení Páně na Olivové hoře v Jeruzalémě na počátku 20. století.
Ikona je pokládána za zázračnou, před níž bylo skrze modlitbu uzdraveno mnoho věřících a událo se mnoho zázraků. Car Mikuláš II. i s rodinou daroval tuto vzácnou ikonu roku 1906, jak o tom svědčí nápis v dolní části mramorového kivotu, chrámu Zesnutí Přesvaté Bohorodice v Getsemanech (hrobka Panny Marie), kde se v tomto podzemním chrámu nachází dodnes.

### Putování ikony
Jeruzalémská ikona byla vyvezena v roce 1992 poprvé z Jeruzaléma do světa a navštívila Řecko – Athény a Soluň, Bulharsko, Srbsko – Bělehrad, a její kopie také Českou republiku – Brno v roce 2018.

## Galerie

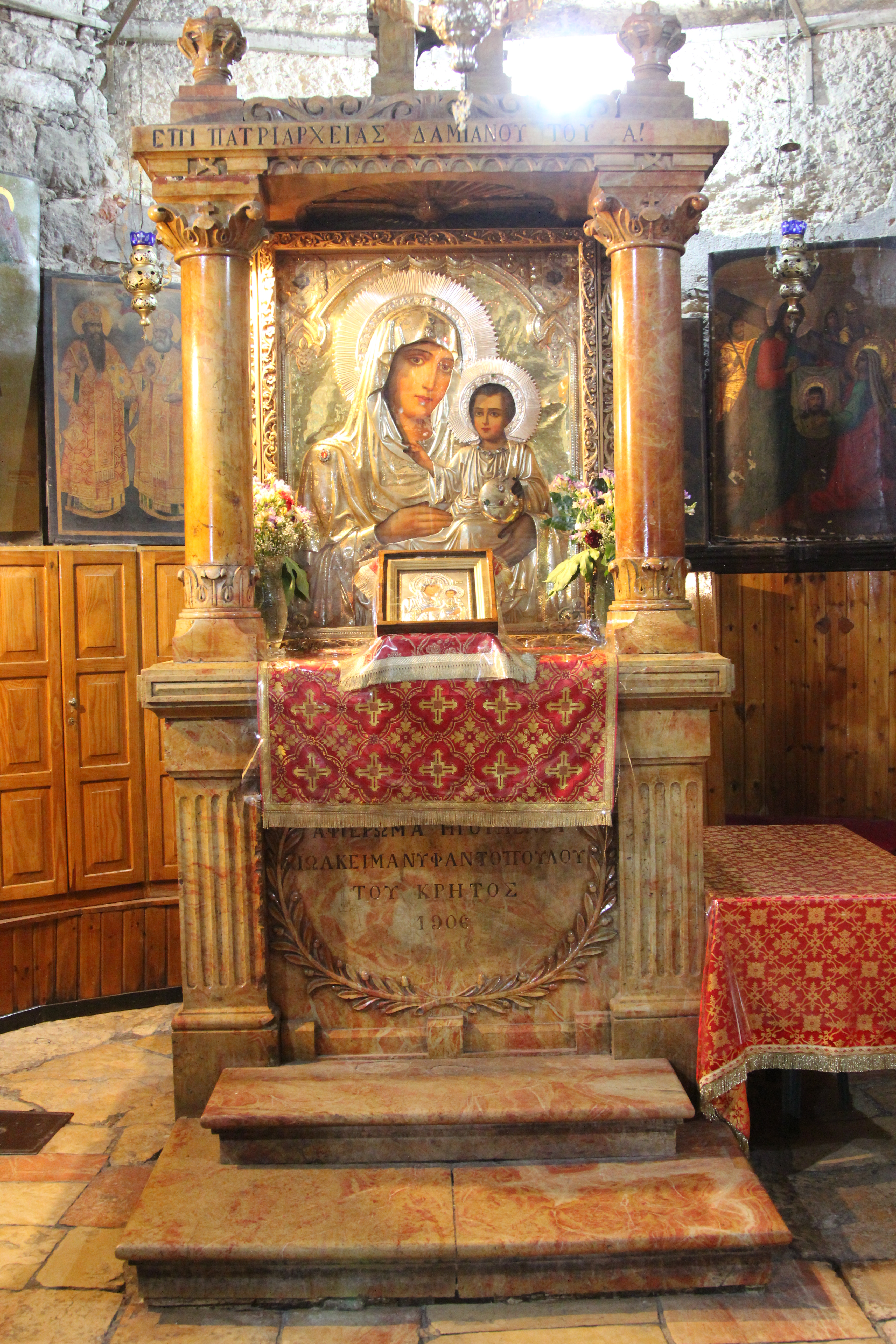
Svatá země, Jeruzalém – chrám Zesnutí Přesvaté Bohorodice (hrobka Panny Marie)
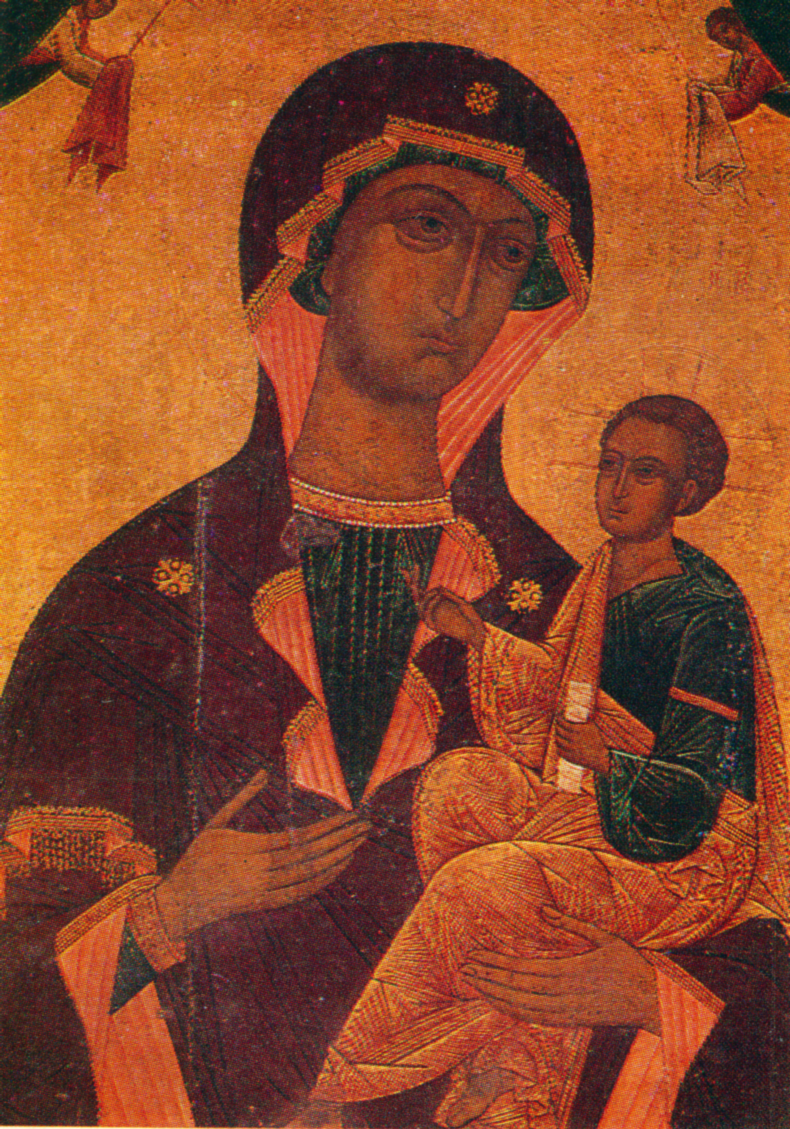
Matka Boží Jeruzalémská – XVI. stolettí